# Peniophora pseudoversicolor
Peniophora pseudoversicolor är en svampart som beskrevs av Boidin 1965. Peniophora pseudoversicolor ingår i släktet Peniophora och familjen Peniophoraceae.   Inga underarter finns listade i Catalogue of Life.